# Sadia EC
Sadia EC (portugisiska: Sadia Esporte Clube) var en volleybollklubb (damer) från São Paulo, Brasilien. Klubben var aktiv under perioden 1988 till 1991. Under denna korta period nådde de stora framgångar. De blev brasilianska mästare tre gånger i rad (1988-1989, 1989-1990 och 1990-1991), sydamerikanska mästare tre gånger i rad (1989, 1990 och 1991) och vann dessutom det första världsmästerskapet i volleyboll för klubblag 1991.